# Damaged
Az 1981-es Damaged a Black Flag debütáló nagylemeze. Az együttes korábban már kétszer is megpróbált egy nagylemezt rögzíteni, de egyszer sem jártak sikerrel. Ezeket a felvételeket különböző középlemezeken és későbbi albumokon használták fel.
2003-ban 340. lett a Rolling Stone magazin Minden idők 500 legjobb albuma listáján. Szerepel az 1001 lemez, amit hallanod kell, mielőtt meghalsz című könyvben.

## Az album dalai
| 1. | Rise Above            | Greg Ginn               | 2:26 |
| 2. | Spray Paint           | Chuck Dukowski, Ginn    | 0:34 |
| 3. | Six Pack              | Ginn                    | 2:20 |
| 4. | What I See            | Dukowski                | 1:56 |
| 5. | TV Party              | Ginn                    | 3:31 |
| 6. | Thirsty and Miserable | Dez Cadena, Medea, Robo | 2:06 |
| 7. | Police Story          | Ginn                    | 1:30 |
| 8. | Gimmie Gimmie Gimmie  | Ginn                    | 1:47 |

| 1. | Depression   | Ginn                | 2:28 |
| 2. | Room 13      | Ginn, Medea         | 2:04 |
| 3. | Damaged II   | Ginn                | 3:23 |
| 4. | No More      | Dukowski            | 2:25 |
| 5. | Padded Cell  | Dukowski, Ginn      | 1:47 |
| 6. | Life of Pain | Ginn                | 2:50 |
| 7. | Damaged I    | Ginn, Henry Rollins | 3:50 |

## Közreműködők

### Black Flag
- Henry Rollins – ének
- Greg Ginn – szólógitár, háttérvokál
- Dez Cadena – ritmusgitár, háttérvokál
- Charles Dukowski – basszusgitár, háttérvokál
- Robo – dob, háttérvokál

### További közreműködők
- Mugger – háttérvokál

### Produkció
- Spot – producer, hangmérnök
- Francis Buckley – keverés
- Ed Colver – művészi munka

## Fordítás
Ez a szócikk részben vagy egészben a Damaged (Black Flag album) című angol Wikipédia-szócikk ezen változatának fordításán alapul.  Az eredeti cikk szerkesztőit annak laptörténete sorolja fel. Ez a jelzés csupán a megfogalmazás eredetét és a szerzői jogokat jelzi, nem szolgál a cikkben szereplő információk forrásmegjelöléseként.